# Llaneras de Toa Baja 2012
Questa voce raccoglie le informazioni riguardanti le Llaneras de Toa Baja nelle competizioni ufficiali della stagione 2012.

## Organigramma societario
Area direttiva
- Presidente: Héctor Caro
- Co-presidente: Luis Berríos

Area tecnica
- Primo allenatore: Julio Meléndez (fino a gennaio), Ramón Lawrence (da gennaio)
- Assistente allenatore: José Alvarado

Area sanitaria
- Fisioterapista: Carlos Rodríguez

## Rosa
| N° | Nome              | Ruolo | Data di nascita  | Nazionalità sportiva |
| -- | ----------------- | ----- | ---------------- | -------------------- |
| 3  | Yeimily Mojica    | P     | 28 marzo 1990    | Porto Rico           |
| 3  | Doris Torresola   | P     | -                | Porto Rico           |
| 4  | Pamela Cartagena  | L     | 5 febbraio 1987  | Porto Rico           |
| 5  | Jordaliz Mercado  | P     | 19 luglio 1990   | Porto Rico           |
| 6  | Michelle Bartsch  | S     | 12 febbraio 1990 | Stati Uniti          |
| 7  | Yasary Castrodad  | C     | 11 novembre 1978 | Porto Rico           |
| 9  | Shakira González  | -     | -                | Porto Rico           |
| 11 | Kelly Fidero      | S     | -                | Stati Uniti          |
| 12 | Rayma Robles      | C     | -                | Porto Rico           |
| 13 | Yamileska Yantín  | S/O   | 9 aprile 1984    | Porto Rico           |
| 14 | Alba Aponte       | C     | 23 luglio 1982   | Porto Rico           |
| 15 | Ania Ruiz         | S/O   | 7 novembre 1982  | Porto Rico           |
| 15 | Jessica Swarbrick | C     | 11 agosto 1987   | Stati Uniti          |
| 16 | Daniela Bertrán   | S     | 29 gennaio 1986  | Porto Rico           |
| 18 | Kayleigh Giddens  | S     | -                | Stati Uniti          |
| 18 | Nicole Branagh    | S     | 31 gennaio 1979  | Stati Uniti          |